# グスタヴォ・ガルシア・ドス・サントス
グスタヴォ・ガルシア（Gustavo Garcia）ことグスタヴォ・ガルシア・ドス・サントス（ポルトガル語: Gustavo Garcia dos Santos、2002年1月4日 - ）は、ブラジルのサッカー選手。ポジションはDF。

## クラブ歴
SEパルメイラスの下部組織出身。2021年3月3日に行われたカンピオナート・パウリスタでウィリアンに代わって途中出場し選手初出場を記録した。

## 代表歴
U-17代表として2019 南米U-17選手権、2019 FIFA U-17ワールドカップに参加した。